# Rob Waring

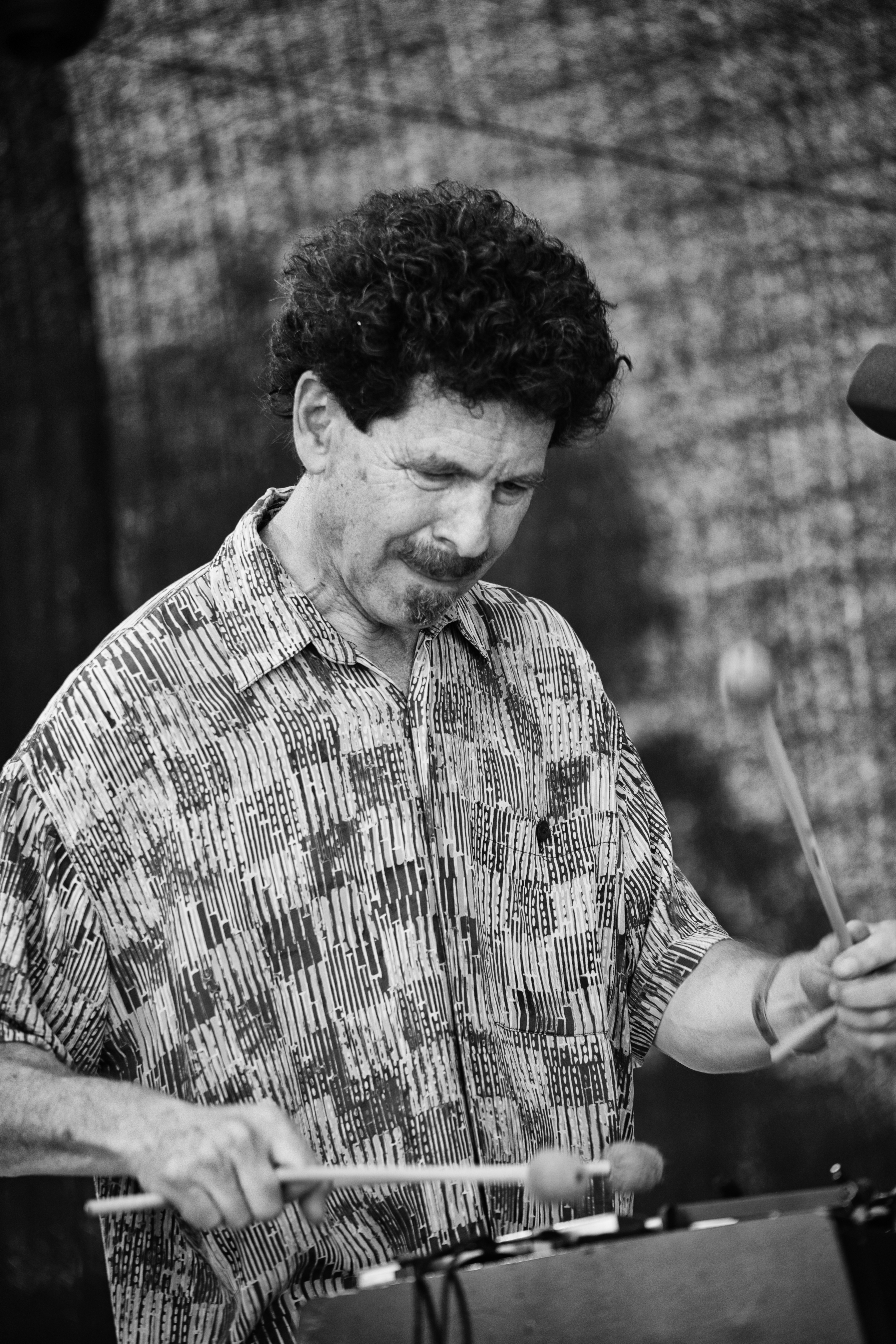
Rob Waring auf dem INNtöne Jazzfestival 2024

Robert „Rob“ Waring (* 3. Dezember 1956 in Yonkers, New York) ist ein amerikanischer Schlagwerker und Komponist zeitgenössischer Musik, der sowohl im Bereich der Klassik als auch des Jazz hervorgetreten ist.

## Leben und Wirken
Waring trommelte zunächst und spielte Gitarre; er erhielt während seiner Zeit auf der Highschool Unterricht bei Roland Kohloff, der gerade Pauker der New Yorker Philharmoniker geworden war. Von 1974 bis 1979 studierte er Schlagwerk an der Juilliard School bei Saul Goodman und Elden Bailey fort und erwarb nach dem Bachelor den Master of Music. Während dieser Zeit absolvierte er auch Wahlkurse in Komposition bei Stanley Wolfe und studierte 1975 Jazz-Vibraphon bei Dave Samuels. Er nahm auch an Seminaren von John Cage, Iannis Xenakis, Magnus Lindberg, Tristan Murail und anderen teil. Mit der Tasteless Blues Band tourte er 1974 in Norwegen. Nach dem Studium begann er seine Karriere als freiberuflicher Musiker in New York und arbeitete in Symphonieorchestern, Jazzgruppen wie Spice (Auftritt bei Vossajazz), Ensembles für Neue Musik und einem experimentellen Ensemble mit selbstgebauten Instrumenten.
1981 zog Waring nach Oslo, wo er mit zahlreichen Ensembles und Musikern verschiedener Musikrichtungen auf, darunter klassischer, zeitgenössischer, moderner und Mainstream-Jazz, Folk und elektronische Musik. Gemeinsam mit Erik Wøllo und Jan Wiese legte er 1984 das Album Wiese Wøllo Waring vor. 1987 gründete er sein Rob Waring Trio mit Frank Jakobsen und Carl Morten Iversen. 1992 veröffentlichte er mit diesem Trio ein erstes Album Secret Red Thread, dem 2010 Synchronize Your Watches folgte. Seit 2011 arbeitete er gemeinsam mit David Friedman in einem Vibraphon-Marimba-Duo, das Eigenkompositionen aufführte und neue improvisatorische Ansätze erkundete.

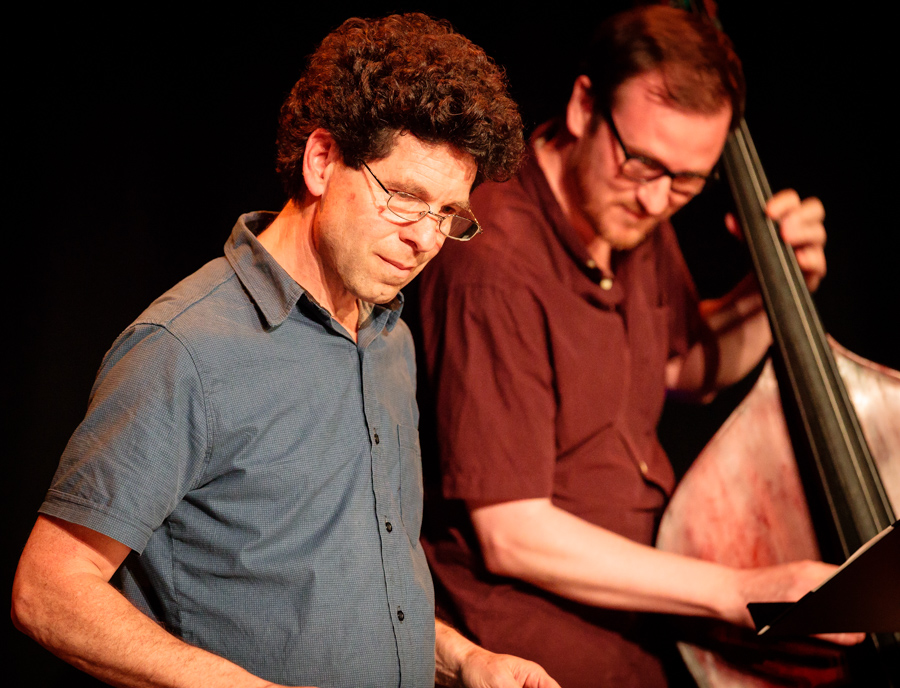
Rob Waring (links, beim Kongsberg Jazzfestival 2017)

Zudem kam es zur Zusammenarbeit mit Beady Belle, Eyolf Dale, Jon Larsen (A Portrait of Jon Larsen, 1993, Strange News from Mars, 2007, The Jimmy Carl Black Story, 2008), Elin Rosseland und Torbjørn Sunde. Weiterhin ist er auf Alben von Espen Rud, Torgrim Sollid, Rune Klakegg, Tone Hulbækmo, Arve Moen Bergset, Kjell Samkopf, Morten Halle, Lasse Thoresen, Peter Opsvik, Lars Klevstrand, SKRUK, Moscow Art Trio/Norwegian Chamber Orchestra, Jon Eberson, Steffen Schorn/The Norwegian Wind Ensemble und Mats Eilertsen (Rubicon 2016) zu hören. 2017 nahm er mit John Surman und dem brasilianischen Pianisten Nelson Ayres Surmans Album Invisible Threads auf. Mit Rob Luft und Thomas Strønen spielte er auch bei John Surman "Words Unspoken". Zu hören ist er u. a. auch auf Maetrix vom Trondheim Jazz Orchestra und Espen Berg (2024).
Waring lehrt seit 1982 als Associate Professor an der Norwegischen Musikhochschule Schlagwerk und Improvisation. 1992 erhielt er ein Stipendium der norwegischen Regierung, um bei Trevor Wishart, Richard Orton und Michael Clarke an der University of York digitale Synthese und computergestützte Komposition zu studieren. Auf Bali ließ er sich in Gamelanmusik unterweisen. Er komponierte für Solisten, Kammermusik- und Jazzensembles, Chöre, Schlagzeugensembles, Kombinationen von akustischen und elektronischen Instrumenten und Tonband sowie rein elektronische Werke. Waring hat Musik für Ballett, Film und Theater geschrieben. Seine Klanginstallation Sonomatrix wurde 1996 im Henie Onstad Kunstsenter in Bærum und im Folgejahr auf der International Computer Music Conference in Thessaloniki präsentiert. Während der Eröffnungsausstellung des Kulturzentrums im Schloss Steninge in Schweden wurde 1999 eine von ihm für diesen Zweck komponierte elektroakustische Musik kontinuierlich aufgeführt.